# Ifor Jenkins
 (août 2025).
Motif : Existe-t-il des sources centrées sur Ifor, et non sur son frère ? Notoriété propre ? Dans la négative, transformer en redirection vers la page de son frère
- Archive Wikiwix
- Bing
- Cairn
- DuckDuckGo
- E. Universalis
- Gallica
- Google
- G. Books
- G. News
- G. Scholar
- Persée
- Qwant
- (zh) Baidu
- (ru) Yandex
- (wd) trouver des œuvres sur Wikidata

| 1. | Préciser le motif de la pose du bandeau. | Précisez le motif de la pose du bandeau en utilisant la syntaxe suivante : {{admissibilité à vérifier\|date=août 2025\|motif=remplacez ce texte par le motif}}                    |
| 2. | Informer les utilisateurs concernés.     | Pensez à avertir le créateur de l'article, par exemple, en insérant le code ci-dessous sur sa page de discussion : {{subst:avertissement admissibilité à vérifier\|Ifor Jenkins}} |

Ifor Jenkins (Pontrhydyfen, au pays de Galles, 1906-1972) est une personnalité galloise. Il est le frère aîné de l'acteur Richard Burton ainsi que son assistant de 1953 à sa mort. À ce titre, il l'accompagne tout au long de sa prodigieuse carrière.

## Biographie
Ifor Jenkins est le troisième des treize enfants de Richard Walter Jenkins (1876-1957), père absent, et d'Edith Thomas (1883-1927). À l'instar de son jeune cadet Richard - dix-neuf ans les séparent -, qui l'idolâtre, Ifor grandit dans une communauté de mineurs de confession presbytérienne, où le gallois est la langue d'usage.
Très tôt, Ifor, pourtant doué de multiples talents, et excellent rugbyman, aimant par ailleurs déclamer la poésie, doit descendre à la mine. 
Edith Jenkins meurt des suites d'une fièvre puerpérale après avoir donné le jour à un dernier enfant, Graham (1927-2015). Avec sa sœur Cecilia, dite Cis, Ifor devient alors le protecteur du jeune Rich. Il le sera sa vie entière et devient l'assistant de son célèbre puîné.
En juin 1944, il prend part au débarquement de Normandie.
À partir de fin 1953, Ifor devient l'assistant de la carrière artistique de Richard Burton.
La mort d'Ifor, survenue peu après un accident l'ayant laissé paralysé, plonge Richard Burton dans une profonde tristesse. Il s'estime responsable de l'accident, et plonge dans son addiction à l'alcool.